# Julia Pink

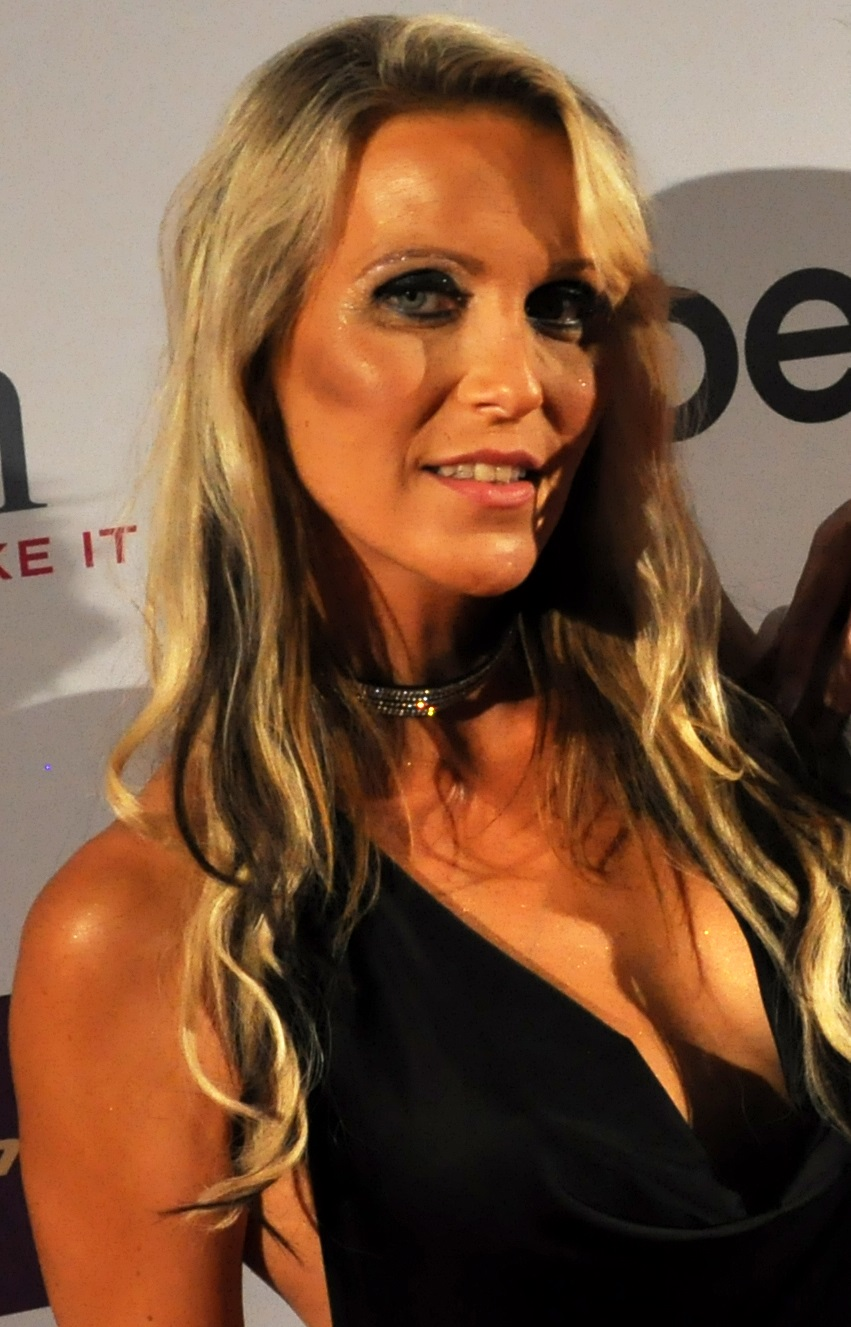
Julia Pink (2014)

Julia Pink (* 5. Mai 1976 in Oettingen in Bayern) ist der Künstlername einer Pornodarstellerin. In den Jahren 2014 und 2015 wurde sie mit je einem Venus Award ausgezeichnet.

## Leben

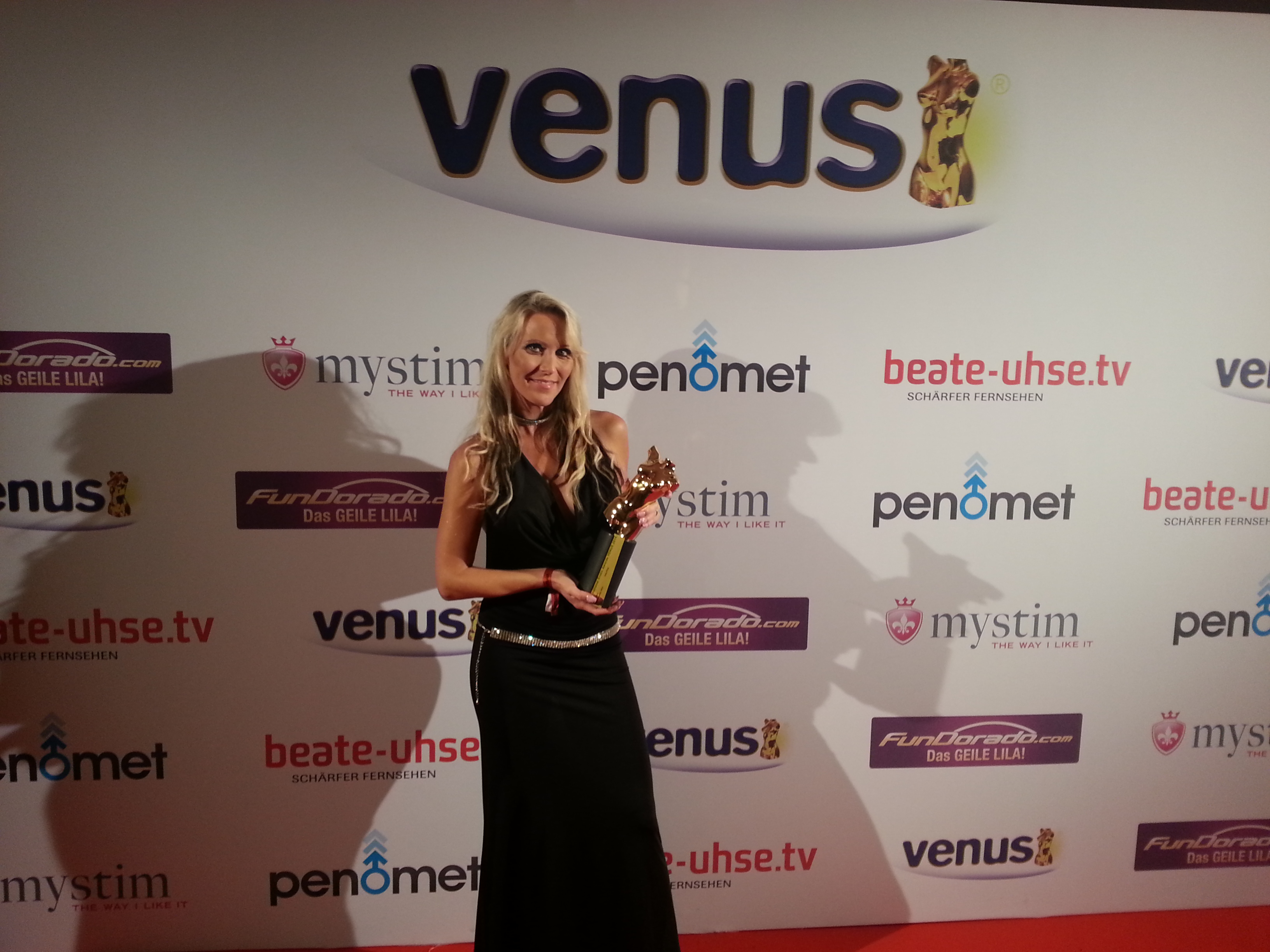
Julia Pink bei der Verleihung der Venus Awards 2014 in Berlin

Julia Pink arbeitete 17 Jahre als Erzieherin für eine evangelische Einrichtung der Diakonie und betreute erwachsene behinderte Menschen. 2013, im Alter von 37 Jahren, lernte sie im Sommerurlaub den Pornoproduzenten Chris Hilton kennen, der sie noch im gleichen Monat in eine Produktion einbaute – unter dem Pseudonym Playgirl drehte sie für Magmafilm ihre ersten beiden Szenen im Film Wir drehen einen Pornofilm. Auch in der Magma-Serie Casting 2 bekam sie eine Szene. Ihre erste Hauptrolle bekam sie in der von Maniax-Media produzierten Serie Stutentausch. Zu dieser Zeit begann sie auch, Clips mit Amateurdarstellern zu drehen und auf verschiedene Amateurseiten zu stellen.
Im Februar 2014 änderte sie ihren Künstlernamen in Julia Pink, da sie befürchtete, mit dem Namen Playgirl wegen der Namensrechte des gleichnamigen Magazins Schwierigkeiten zu bekommen, und drehte unter anderem mit Conny Dachs für Beate Uhse.
Im Mai 2014 wurde sie von ihrem kirchlichen Arbeitgeber wegen ihrer Tätigkeit als Pornodarstellerin fristlos entlassen. Sie klagte gegen ihre Entlassung, woraufhin die fristlose Kündigung in eine ordentliche umgewandelt wurde. Eine ordentliche Kündigung sei zulässig, da die Erzieherin eine arbeitsvertraglich vereinbarte Loyalitätspflicht gegenüber ihrem Arbeitgeber verletzt habe. Das Landesarbeitsgericht München wies ihre dagegen gerichtete Berufung im April 2015 zurück; die Revision zum Bundesarbeitsgericht ließ es nicht zu.
Trotz der Kündigung durch den kirchlichen Arbeitgeber nutzt Julia Pink ihre Bekanntheit weiter, um Geld für soziale Zwecke zu sammeln.
Sie dreht inzwischen für Produktionen wie Beate Uhse in Deutschland und international für die Firma Private Media Group.

## Filmografie (Auswahl)
- 2013: Wir drehen einen Pornofilm
- 2014: Schwarz Pink Gold
- 2014: Julia Pink – Die Porno-Erzieherin
- 2015: Stutentausch 1
- 2015: Julia Pink in Schneetreiben
- 2015: Julia Pink’s Casting 1 und 2
- 2016: Private Milfs
- 2016: Chocolate loving  Milf´s Private
- 2016: Hausfrau Holidays Private

## Auszeichnungen
- 2014: Venus Award, Kategorie „Shootingstar“[7][8]
- 2015: Venus Award, Kategorie „Best MILF“